# Run for Cover (게리 무어의 음반)
| 전문가 평가                      | 전문가 평가 |
| 평가 점수                        | 평가 점수   |
| 출처                             | 점수        |
| -------------------------------- | ----------- |
| AllMusic                         | [ 4 ]       |
| Collector's Guide to Heavy Metal | 5/10        |

《Run for Cover》는 1985년 9월 2일에 발매된 북아일랜드의 기타리스트 게리 무어의 다섯 번째 솔로 스튜디오 음반이다. 그것은 종종 그의 획기적인 음반으로 여겨진다.
이 음반에는 톱 5 싱글 〈Out in the Fields〉와 무어의 전 음반 《Victims of the Future》의 곡 〈Empty Rooms〉의 재녹음이 포함되어 있는데, 이 곡은 무어의 가장 큰 솔로 성공 중 하나가 되어 영국 차트에서 23위에 올랐다.

## 배경
이 음반에는 딥 퍼플의 베이시스트 겸 보컬리스트 글렌 휴즈, 록시 뮤직의 폴 톰슨, 씬 리지의 필 라이넛을 포함한 무어의 많은 음악 친구들이 참여했다. 라이넛과 무어는 〈Out in the Fields〉에서 리드 보컬을 교환하고, 라이넛은 오래된 그랜드 슬램 트랙인 〈Military Man〉에서 혼자 노래를 부른다. 〈Out in the Fields〉는 그들의 모국 아일랜드의 혼란에 관한 것이다. 라이넛은 또한 무어가 원래 기타를 연주했던 씬 리지의 곡 〈Still in Love with You〉의 재녹음을 위한 보컬을 제공했다.

## 곡 목록
모든 곡들은 특별한 언급이 없는 한 게리 무어에 의해 작사/작곡하였다.
| #  | 제목                  | 작사·작곡                             | 리드 보컬 | 재생 시간 |
| -- | --------------------- | ------------------------------------- | --------- | --------- |
| 1. | 〈Run for Cover〉     |                                       | 무어      | 4:13      |
| 2. | 〈Reach for the Sky〉 |                                       | 글렌 휴즈 | 4:46      |
| 3. | 〈Military Man〉      | 필 라이넛, 로렌스 아처, 마크 스탠웨이 | 라이넛    | 5:40      |
| 4. | 〈Empty Rooms〉       | 무어, 닐 카터                         | 무어      | 4:17      |

| #  | 제목                         | 작사·작곡  | 리드 보컬    | 재생 시간 |
| -- | ---------------------------- | ---------- | ------------ | --------- |
| 5. | 〈Out in the Fields〉        |            | 라이넛, 무어 | 4:17      |
| 6. | 〈Nothing to Lose〉          |            | 휴즈         | 4:41      |
| 7. | 〈Once in a Lifetime〉       |            | 무어         | 4:18      |
| 8. | 〈All Messed Up〉            | 무어, 카터 | 휴즈         | 4:52      |
| 9. | 〈Listen to Your Heartbeat〉 |            | 무어         | 4:31      |

## 인증
| 국가                       | 인증 | 판매량/출하량 |
| -------------------------- | ---- | ------------- |
| 스웨덴 (GLF)               | 골드 | 50,000^       |
| 영국 (BPI)                 | 실버 | 60,000^       |
| ^출하량을 기반으로 한 인증 |      |               |